# Паховський Феодосій Костянтинович
Феодосій Костянтинович Паховський (5 лютого 1906, місто Старобільськ, тепер Луганської області — ?) — радянський діяч, 1-й секретар Міловського і Ровеньківського районних комітетів КП(б)У Ворошиловградської області, секретар Ворошиловградського обласного комітету КП(б)У.

## Життєпис
Член ВКП(б) з 1927 року.
З жовтня 1929 року служив у Червоній армії, у військовій частині № 00131.
Перебував на відповідальній партійній роботі.
З 1938 року — 1-й секретар Лозно-Олександрівського районного комітету КП(б)У Ворошиловградської області.
На 1940—1941 роки — 1-й секретар Кремінського районного комітету КП(б)У Ворошиловградської області.
Під час німецько-радянської війни брав участь в організації радянського партизанського руху, з 1942 по 1943 рік служив в Управлінні військово-польового будівництва № 92 Південно-Західного фронту.
До серпня 1943 року — 1-й секретар Міловського районного комітету КП(б)У Ворошиловградської області.
У серпні 1943 — листопаді 1946 року — секретар Ворошиловградського обласного комітету КП(б)У із кадрів.
У 1946 (затверджений в січні 1947) — 1952 року — 1-й секретар Ровеньківського районного комітету КП(б)У Ворошиловградської області.
Подальша доля невідома.

## Звання
- політрук
- капітан

## Нагороди
- орден Трудового Червоного Прапора (23.01.1948)
- орден Червоної Зірки (23.07.1943)
- медалі